# Troféu Fair Play do Brasileirão
O Troféu Fair Play é um prêmio dado à equipe mais disciplinada da Série A do Campeonato Brasileiro, organizado pela Rede Globo, em parceria com a Confederação Brasileira de Futebol (CBF). Sua cerimônia ocorre na primeira segunda-feira após a última rodada do campeonato, na cidade do Rio de Janeiro, junto com as demais premiações do final da temporada.
O regulamento da competição leva em conta diversos fatores para formular a pontuação final das equipes no quesito fair play: cartões amarelos possuem peso 1 e cartões vermelhos peso 2, que também é o mesmo peso para expulsões de membros da comissão técnica; já a expulsão de treinador tem peso 3. Cada falta cometida pela equipe gera 0,1 ponto, que somados com os pontos anteriores são divididos pelo número dos jogos das equipes. Assim sendo, o clube com o menor número de pontos ao final da temporada é o vencedor. Caso haja empate, vence a equipe com menor número de cartões vermelhos; persistindo o empate, aquela que possuir o menor número de cartões amarelos; por fim, caso ainda haja igualdade, o prêmio é dividido.
O primeiro vencedor foi o Vitória, em 2013. O Corinthians é o único clube com três conquistas, sendo estas em 2014, 2018 e 2019.

## Vencedores
| Ed. | Ano  | Vencedor            | Ref                 |
| --- | ---- | ------------------- | ------------------- |
| 1   | 2013 | Vitória             | [ 3 ]               |
| 2   | 2014 | Atlético Paranaense | [ 5 ]               |
| 3   | 2015 | Corinthians         | [carece de fontes?] |
| 4   | 2016 | Flamengo            | [ 6 ]               |
| 5   | 2017 | Grêmio              | [ 7 ]               |
| 6   | 2018 | Corinthians         | [ 8 ]               |
| 7   | 2019 | Corinthians         | [ 4 ]               |
| 8   | 2020 | Atlético Mineiro    | [ 9 ]               |
| 9   | 2021 | Corinthians         | [ 10 ]              |
| 10  | 2024 | Bahia               | [ 11 ]              |

1. ↑  «Prêmio Brasileirão 2020 elege melhores da temporada nesta sexta». Imirante. Consultado em 2 de abril de 2021
2. ↑  «Goiás assume a ponta da corrida Fair Play». SporTV. Consultado em 2 de abril de 2021
3. 1 2  «Troféu Fair Play: Vitória recebe prêmio de time mais "limpo" do Brasileirão 2013». O Globo. 10 de dezembro de 2013. Consultado em 2 de abril de 2021
4. 1 2  «Prêmio Brasileirão 2019: Corinthians é o vencedor na categoria Fair Play». CBF. Consultado em 2 de abril de 2021
5. ↑  «Atlético-PR leva o Troféu Fair Play de time mais disciplinado do Brasileirão». Globoesporte.com. 8 de dezembro de 2014. Consultado em 2 de abril de 2021
6. ↑  «Flamengo é premiado como o time mais disciplinado». CBF. 12 de dezembro de 2016. Consultado em 2 de abril de 2021
7. ↑  «Grêmio recebe prêmio na categoria Fair Play». CBF. 3 de dezembro de 2017. Consultado em 2 de abril de 2021
8. ↑  «Seleção da Série A tem três palmeirenses; Dudu é eleito melhor jogador». Gazeta Esportiva. Consultado em 2 de abril de 2021
9. ↑  «Prêmio Brasileirão 2020: Atlético Mineiro é vencedor na categoria Fair Play». Confederação Brasileira de Futebol. Consultado em 2 de abril de 2021
10. ↑  «Troféu "fair play": Corinthians fecha ano como time com menos faltas e cartões no Brasileirão». ge. Consultado em 15 de dezembro de 2021
11. ↑  «Troféu Fair Play: Bahia recebe prêmio de time mais disciplinado da Série A - ecbahia.com». www.ecbahia.com. 9 de dezembro de 2024. Consultado em 21 de julho de 2025

## Conquistas por time
| Pos. | Clube               | Número | Anos                   |
| ---- | ------------------- | ------ | ---------------------- |
| 1    | Corinthians         | 4      | 2015, 2018, 2019, 2021 |
| 2    | Vitória             | 1      | 2013                   |
| 2    | Atlético Paranaense | 1      | 2014                   |
| 2    | Flamengo            | 1      | 2016                   |
| 2    | Grêmio              | 1      | 2017                   |
| 2    | Atlético Mineiro    | 1      | 2020                   |